# سفارت اسلواکی در لندن
سفارت اسلواکی در لندن (به انگلیسی: Embassy of Slovakia) یک منطقهٔ مسکونی و نمایندگی سیاسی این کشور در بریتانیا است که در لندن واقع شده‌است.